# Балафон
Балафон, (бало, бала, балафоу) (на английски: balafon, balaphone, bala) е музикален перкусионен инструмент от групата на пластинковите инструменти.
Състои се от пластини, изработени от масленото дърво ший или бамбук и наплетени с корда или конец една за друга. Броят им при различните инструменти е твърде разнообразен – 15, 17, 19, 21. Закрепени са на дървена поставка, снабдена с ремък или колан, с който инструментът се закрепва през раменете на изпълнителя. При изработката им дървесината първо се нарязва, отделните парчета се изсушават на слаб огън и чак след това се оформят пластините така, че да имат различно звучене.
Под всяка пластина има резонатори, като над отвора на всеки от тях е прикрепена ципа или кожа. Резонаторите обикновено са изработени от кратунки или алабаш с различни размери. Често те са пълни с малки камъчета или семена за промяна на звука. Този примитивен метод рефлектира в леко притракване при свирене. Когато пластината бъде ударена с палка, кожата издава жужащ, вибриращ звук.
Всеки инструмент е снабден с комплект дървени палки с гумени накрайници. При свирене се държат между палеца и средния пръст.
Балафонът има африкански произход, като традиционният инструмент има от 6 до 12 пластини. Разпространен е в Мозамбик, Камерун, Република Конго, Мали и други африкански страни. Най-често се свързва с етническата група сусу. Може да се ползва както за солови изпълнения, така и ансамблово с духови и ударни инструменти. От 1950-те години се включва в народните инструментални ансамбли на някои от африканските страни.
Инструментът е сходен с амадиндата, която за разлика от балафона няма покрития в горната част на резонаторите.